# Zasłonak gołąbkowy
Zasłonak gołąbkowy (Cortinarius cumatilis Fr.) – gatunek grzybów należący do rodziny zasłonakowatych (Cortinariaceae).

## Systematyka i nazewnictwo
Pozycja w klasyfikacji według Index Fungorum: Cortinarius, Cortinariaceae, Agaricales, Agaricomycetidae, Agaricomycetes, Agaricomycotina, Basidiomycota, Fungi.
Po raz pierwszy zdiagnozował go Elias Fries w 1838 r. Synonimy:

- Cortinarius cumatilis f. caesioalbidus Rob. Henry 1988
- Cortinarius cumatilis f. robustus (M.M. Moser) Nespiak 1975
- Cortinarius cumatilis var. haasii (M.M. Moser) Quadr. 1985
- Cortinarius cumatilis var. quisalius Rob. Henry & Ramm 1991
- Cortinarius cumatilis var. robustus (M.M. Moser) Quadr. 1985
- Cortinarius violaceocinctus var. quisalius (Rob. Henry & Ramm) Bidaud, Moënne-Locc. & Reumaux 1996
- Gomphos cumatilis (Fr.) Kuntze 1891
- Phlegmacium cumatile (Fr.) Ricken 1915
- Phlegmacium cumatile var. haasii M.M. Moser 1960
- Phlegmacium cumatile var. robustum M.M. Moser 1960

Polską nazwę nadał Andrzej Nespiak w 1975 r.

## Morfologia
Kapelusz
Średnica 4–12 cm, początkowo półkulisty potem wypukły z podgiętym brzegiem, w końcu płaski. Powierzchnia w stanie wilgotnym lepka, w młodych owocnikach niebiesko-fioletowa, od środka blaknąca i zmieniająca barwę na ochrową. Zasnówka biała.
Blaszki
Początkowo białe lub szarawe, potem jasno rdzawobrązowe.
Trzon
Wysokość 5–10 cm, grubość 1–2,5 cm, cylindryczny lub maczugowaty. Powierzchnia biała, w młodych owocnikach z fioletowymi włókienkami.
Miąższ
Białawy o niewyraźnym zapachu i łagodnym smaku.
Cechy mikroskopowe
Zarodniki migdałkowate, 9,5–11,5 × 5–6 µm, lekko lub średnio brodawkowate.

## Występowanie i siedlisko
Znane jest występowanie tego gatunku w niektórych krajach Europy i w Maroku. W Polsce do 2003 r. jedyne stanowisko podał A. Nespiak w 1975 r. bez określenia dokładniejszej lokalizacji.
Naziemny grzyb mykoryzowy. Występuje w lasach iglastych i mieszanych, najczęściej pod modrzewiami i świerkami.